# Las Ratapunks
Las Ratapunks es una banda peruana de punk procedente de Cajamarca, Perú.Está formada completamente por mujeres: Kiara Lozano (guitarra), Irma Cabrera Abanto (baterista), Wendi Chávez (bajo) y Anabel Rojas (voz).
La banda fue formada en 2014 en Cajamarca, las integrantes se conocieron en un concierto de punk y tras visitar una sala de grabación, tomaron la decisión de fundar la agrupación.

## Trayectoria Musical
La banda fue creada en 2014, en Cajamarca, iniciando un movimiento de punk femenino en dicha ciudad. La banda nace cuando las integrantes, Kiara, Irma, Wendi y Anabel, se conocen en un concierto de punk y tras visitar una sala de grabación, tomaron la decisión de fundar la agrupación.
Las integrantes mencionaron que aprendieron a tocar los instrumentos musicales desde el momento que fundaron la banda.
En su primer año de formación lanzaron el tema Chuchuwasi (2014) que habla de una persona que se emborracha al beber un trago, de la mencionada canción se hizo una reversión en 2019.
En 2017 sacaron su primer disco denominado Ratas de Ciudad en la plataforma Bandcamp. Las canciones del disco mencionado tocan temas sobre la problemática social, la corrupción y otros.
En 2019 obtuvieran estímulos económicos para la cultura del Ministerio de Cultura (Mincul), donde el grupo lanzó videos musicales. En 2020 se postergó su gira por Europa debido a la aparición de la pandemia.
En 2020, lanzaron el EP Fracaso, año de la rata 2020. En este material conservan el mensaje social que ponen en sus canciones. De este disco, algunos temas destacados son Apatía, Ministerio y Las Niñas. También hay una reversión de Los Ladrones.
En 2022 sacaron el álbum de estudio Ishguin. En este disco las canciones tratan distintas problemáticas del país. De este disco, destacan canciones como Condena, No Futuro y Corazones Sin Piedad.

## Miembros
- Irma Cabrera Abanto (Batería)
- Kiara Lozano (guitarra)
- Wendi Chávez (bajo)
- Anabel Rojas (voz)

## Discografía
- En 2017 sacaron su primer disco denominado Ratas de Ciudad en la plataforma Bandcamp.[4]
- En 2020, lanzaron el EP Fracaso, año de la rata 2020.[4]
- En 2021 lanzaron un Compilado Peruano - Santa Mierda.[5]
- En 2022 sacaron el álbum de estudio Ishguin.[4]

## Premios
En 2019 obtuvieran estímulos económicos para la cultura del Ministerio de Cultura (MINCUL), donde el grupo lanzó videos musicales.